# Infinite Flight
Infinite Flight（インフィニットフライト）は、Infinite Flight LLCによって開発されたフライトシミュレーションゲームである。このフライトシミュレーションゲームはシングルプレーヤーで遊ぶフリーフライトやミッション、マルチプレーヤーで遊ぶATCモードなどがある。

## 無料地域
ヨーロッパ: イベリア半島、スイス
アメリカ: カリフォルニア、ハワイ諸島
オーストラリア: シドニー
アジア: マレー半島
アフリカ: 南アフリカ共和国

## ゲーム内にある飛行機の種類
Airbus(エアバス)
A220-300
A318-100
A319-100
A320-200
A321-200
A330-200F 
A330-300
A330-900neo
A340-600 
A350-900
A380-800 
Boeing (ボーイング)
B717-200
B737-700
B737-800
B737-900
B737MAX
B747-200
B747-400
B747-8
B747-SCA
B747 SOFIA
VC-25A (B747-2G4B)
B757-200
B767-300
B777-200ER
B777-200LR
B777-F
B787-8 Dreamliner
B787-9 Dreamliner
B787-10 Dreamliner
C-17 Globemaster III
F/A-18E Super Hornet
VC-25A (B747-2G4B)